# Zasieckaja (przystanek kolejowy)
Zasieckaja (ros. Засецкая) – przystanek kolejowy w miejscowości Zasieckoje, w rejonie tiomkińskim, w obwodzie smoleńskim, w Rosji. Położony jest na linii Wiaźma – Kaługa.